# Bhāskaravarman
Bhāskaravarman (assamais : কুমাৰ ভাস্কৰ বৰ্মা : kumāra bhāskara baramā ; hindi : कुमार भास्कर वर्मन : kumār bhāskar warman), né en 600 et décédé en 650 est un roi de Kamarupa, dans le Nord de l'Inde actuelle, de la dynastie Varman.
Le moine bouddhiste chinois Xuanzang, de la dynastie Tang, l'a rencontré et le décerit dans ses écrits.
Il s'allie également avec les chinois après 648, après qu'un ministre qui a usurpé le trône de Harshavardhana après sa mort les ai insulté. Le ministre est défait et capturé. In the conflict, Bhāskaravarman aide alors les chinois avec des bœufs, chevaux et vêtements.